# منتخب النرويج لاتحاد الرغبي للسيدات
منتخب النرويج الوطني لاتحاد الرغبي للسيدات هو ممثل النرويج الرسمي في المنافسات الدولية في اتحاد الرغبي للسيدات. تأسس في 8 مايو 2003.